# Vũng

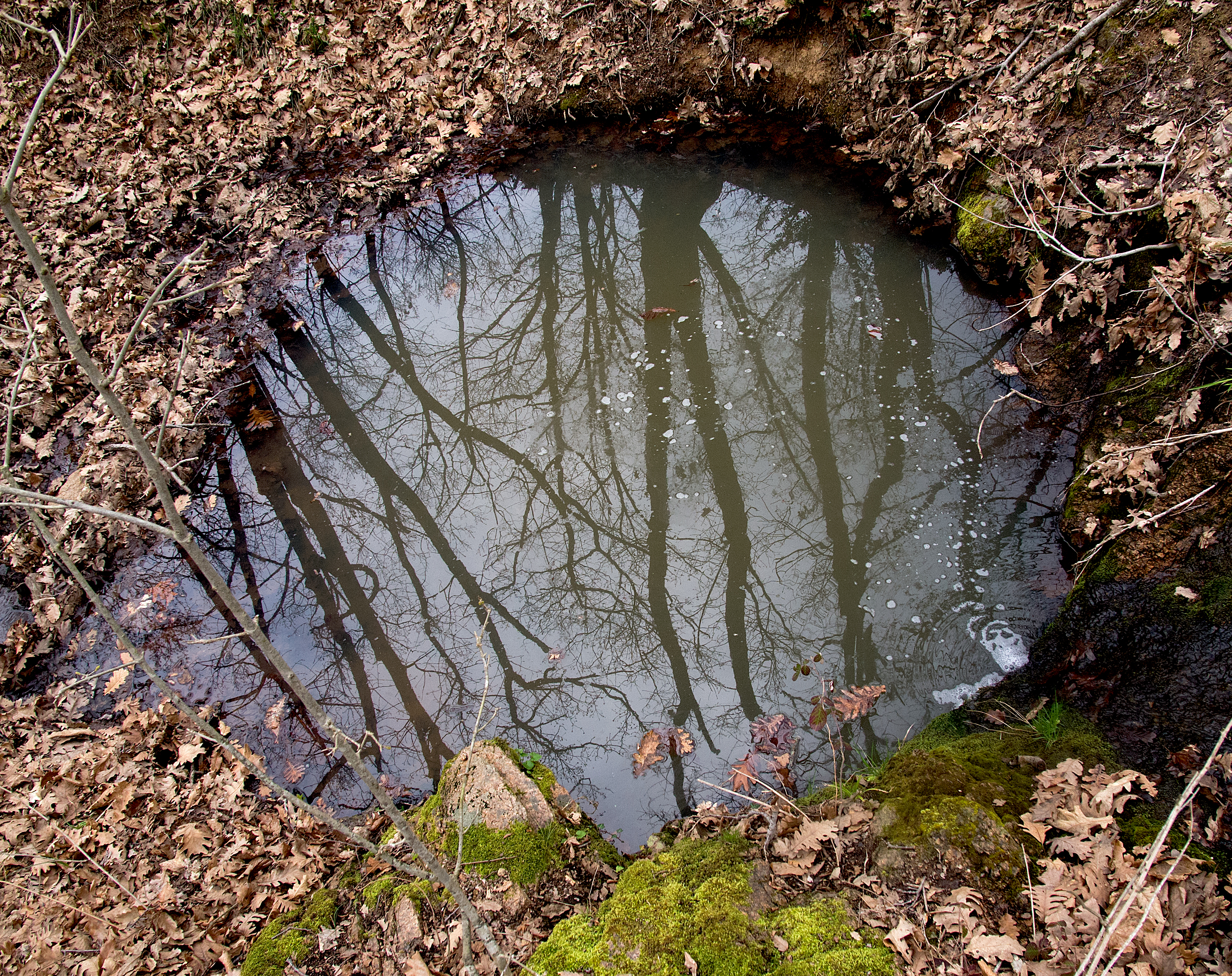
Một vũng nước

Vũng là một chỗ chất lỏng, thường là nước, đọng lại. Nó được tạo ra từ việc nước chảy về chỗ trũng, hoặc từ sức căng mặt chất lỏng trên một mặt phẳng. Vũng trong tự nhiên có khi là nơi cư ngụ của những sinh vật nhỏ. Những vết hằn, lõm trên những con đường, đường nhựa từ sự xuống cấp do xe cộ và chất lượng mặt đường gây ra còn được gọi là ổ gà hay ổ voi (khi có kích thước lớn)

## Trong tự nhiên
Vũng trong tự nhiên, khi không là kết quả của mưa hay tuyết, có thể biểu thị cho mạch nước. Những cây thảo và cỏ dại ngắn ngày có thể sống nhờ nguồn ẩm vũng nước cung cấp. Chim và sâu bọ thường lấy vũng nước làm nơi uống nước hay tắm táp. Với những sinh vật nhỏ hơn, như nòng nọc hay lăng quăng, vũng nước có thể là một môi trường sống hoàn chỉnh. Đây là nơi muỗi hay đẻ trứng, từ đó giúp lan truyền bệnh như sốt rét, sốt xuất huyết hay sốt Tây sông Nin. Vũng nếu lâu bốc hơi thì sẽ thành nước tù và hay bị ô nhiễm bởi rác hay xác sinh vật.